# Нойперлах Зюд (станция метро)
«Нойперлах Зюд» (нем. Neuperlach Süd) — конечная станция Мюнхенского метрополитена, расположенная на линии . Станция находится в районе Рамерсдорф-Перлах (нем. Ramersdorf-Perlach). Имеет пересадку на одноименную станцию городской электрички.

## История
Открыта 18 октября 1980 года в составе участка «Шайдплац» — «Нойперлах Зюд». С момента открытия и до 29 мая 1999 года, станция обслуживалась линией U8, которая в 1988 году была переименована в . С 27 октября 1988 года станция обслуживается линией .

## Архитектура и оформление
Эстакадная станция над улицей Карл-Вери-Штрассе (нем. Carl-Wery-Straße). Зигзагообразная крыша простирается на всю длину платформы, только путь городской электрички без перекрытия. В 2007—2009 годах станцию основательно обновили. Опоры крыши, которые раньше были прямоугольными с коричневой облицовкой, стали круглыми и отделаны оранжевыми металлическими пластинами. Имеет два выхода по обоим концам платформы к наземным вестибюлям. В северной части платформ расположены лифты. Особенность станции заключается в том, что городская электричка и метро имеют общую платформу. За станцией находится депо «Зюд» (нем. Betriebsanlage Süd).

## Таблица времени прохождения первого и последнего поезда через станцию

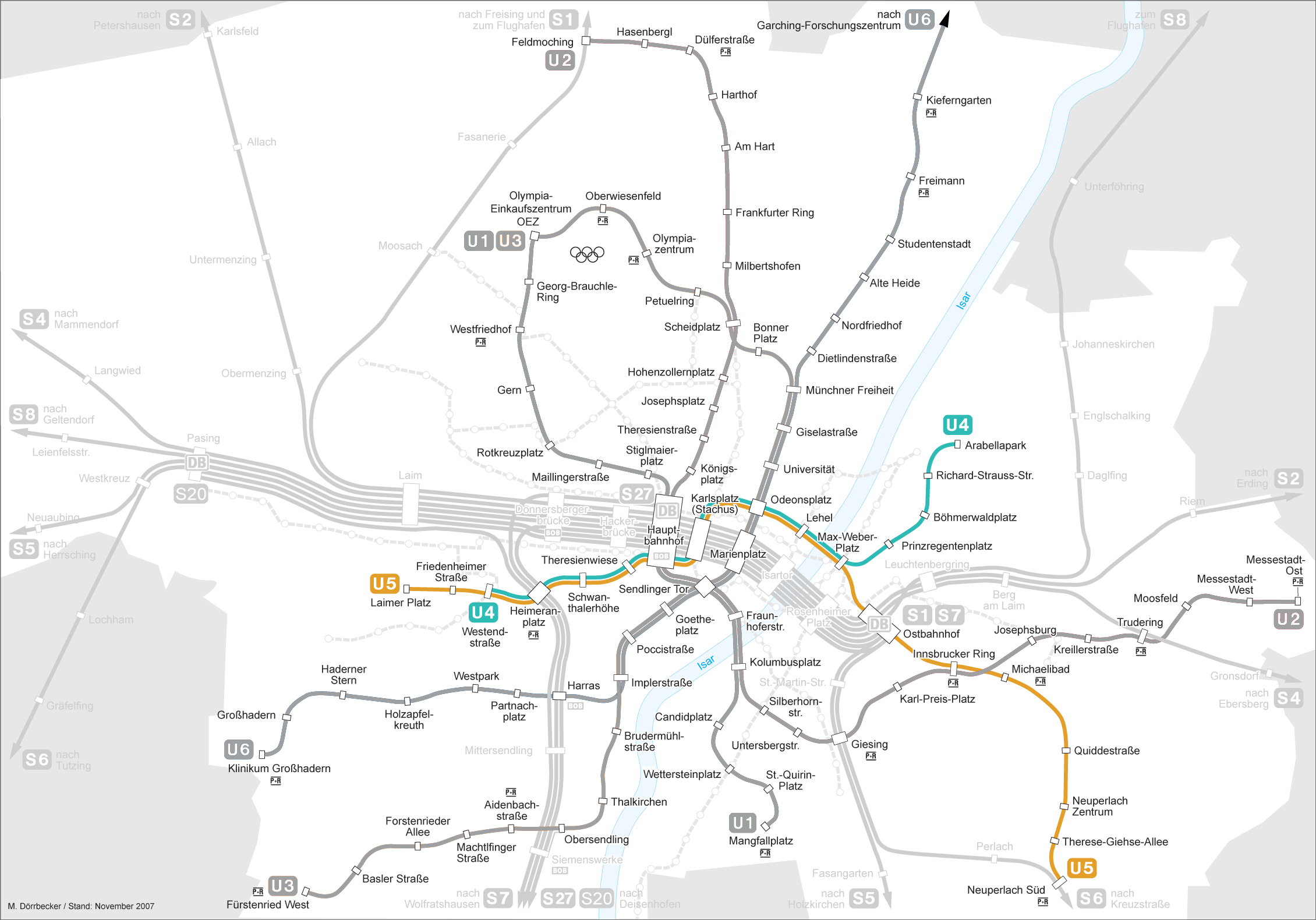
Сеть линий и мюнхенского метро

|                                       | Воскресенье — Четверг (ч:мм) | Пятница — Суббота (ч:мм) |
|                                       | первый                       |                          |
| последний                             |                              |                          |
| В сторону станции «Терезе-Гизе-Аллее» | 4:13                         | 4:13                     |
| В сторону станции «Терезе-Гизе-Аллее» | 0:55                         | 1:55                     |

## Пересадки
Проходят автобусы следующих линий: 195, 196, 199, 210, 212, 217, 218 и 411. На противоположной стороне островной платформы останавливается городская электричка линии S7. Есть перехватывающая парковка на 484 места. Так же есть стоянка такси.
| Предыдущая станция | Расстояние | Линия | Расстояние | Следующая станция |
| ------------------ | ---------- | ----- | ---------- | ----------------- |
| Терезе-Гизе-Аллее  | 722 м      |       | 0 м        | конечная          |